# Josep Renau

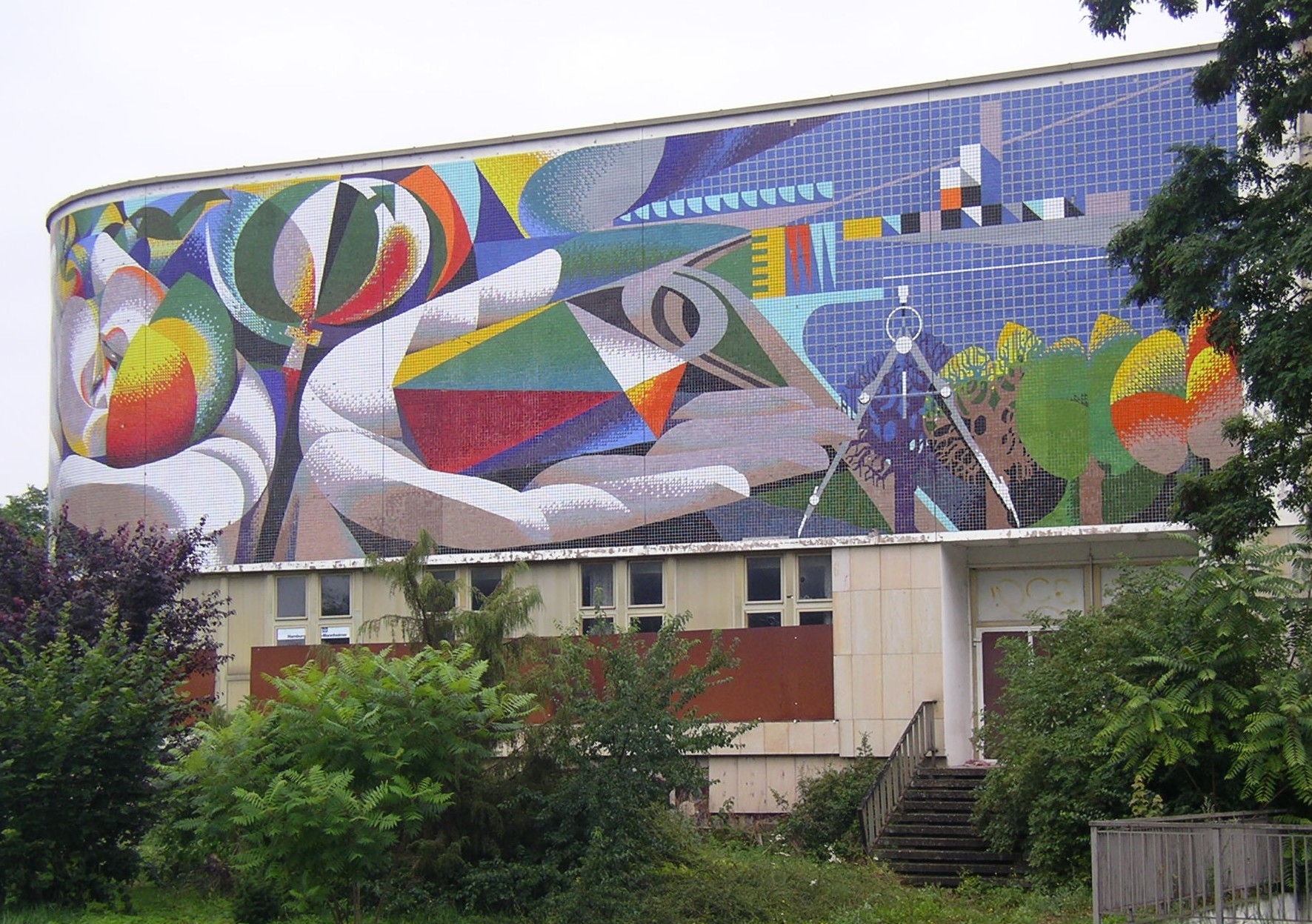
Josep Renaus Wandbild Die Beziehung des Menschen zu Natur und Technik in Erfurt

Josep Renau Berenguer (* 17. Mai 1907 in Valencia; † 11. Oktober 1982 in Ost-Berlin) war ein spanischer Maler, Grafiker und Fotomontagekünstler.

## Spanien
Renau studierte von 1919 bis 1925 an der Kunsthochschule San Carlos in Valencia und arbeitete zunächst als Grafikdesigner. 1931 trat Renau in die kommunistische Partei ein. In den Jahren 1932 bis 1939 war er Hochschullehrer an der Kunsthochschule in Valencia und betätigte sich als Herausgeber der Zeitschrift Nueva Cultura, deren Titelbilder er auch entwarf. Im Bürgerkrieg gestaltete er im Geiste des Agitprop Propagandamaterial für die republikanischen Truppen. Bei der Belagerung von Madrid gelang es ihm, bedeutende Werke des Prado nach Valencia zu evakuieren, bevor dieser am 16. November 1936 auf Anweisung Francos von der deutschen und italienischen Luftwaffe bombardiert wurde. Als Ministerialdirektor für Schöne Künste organisierte er 1937 den Pavillon der Spanischen Republik auf der Weltausstellung in Paris und bestellte bei Pablo Picasso hierfür das Gemälde Guernica, das zum Inbegriff der Leiden Spaniens in der Zeit des Bürgerkrieges werden sollte.

## Mexiko
Nach der Flucht nach Frankreich und der Internierung im Lager Argelès-sur-Mer emigrierte Renau 1939 nach Mexiko, um einem gegen ihn verhängten Todesurteil zu entgehen. Er schlug sich zunächst als Gestalter von Filmplakaten durch, bevor er sich auf die Produktion von weiterhin politisch eingefärbten Wandgemälden (Muralismo) und Fotomontagen verlegte. Im Rahmen dieser Tätigkeiten arbeitete er mit zahlreichen Exilanten und mexikanischen Künstlern wie David Alfaro Siqueiros zusammen. Hier begann ab 1949 die Arbeit an seinem Fotomontagewerk The American Way of Life, das sich kritisch auf die im Titel genannten amerikanischen Lebensweise bezog und nach eigener Aussage von John Heartfield beeinflusst wurde. Die grafische Verfremdung von Alltagsgegenständen in diesem Werk wird von Kunsthistorikern als eine Vorausdeutung der späteren Pop-Art gesehen.

## Berlin und andere Großstädte der DDR

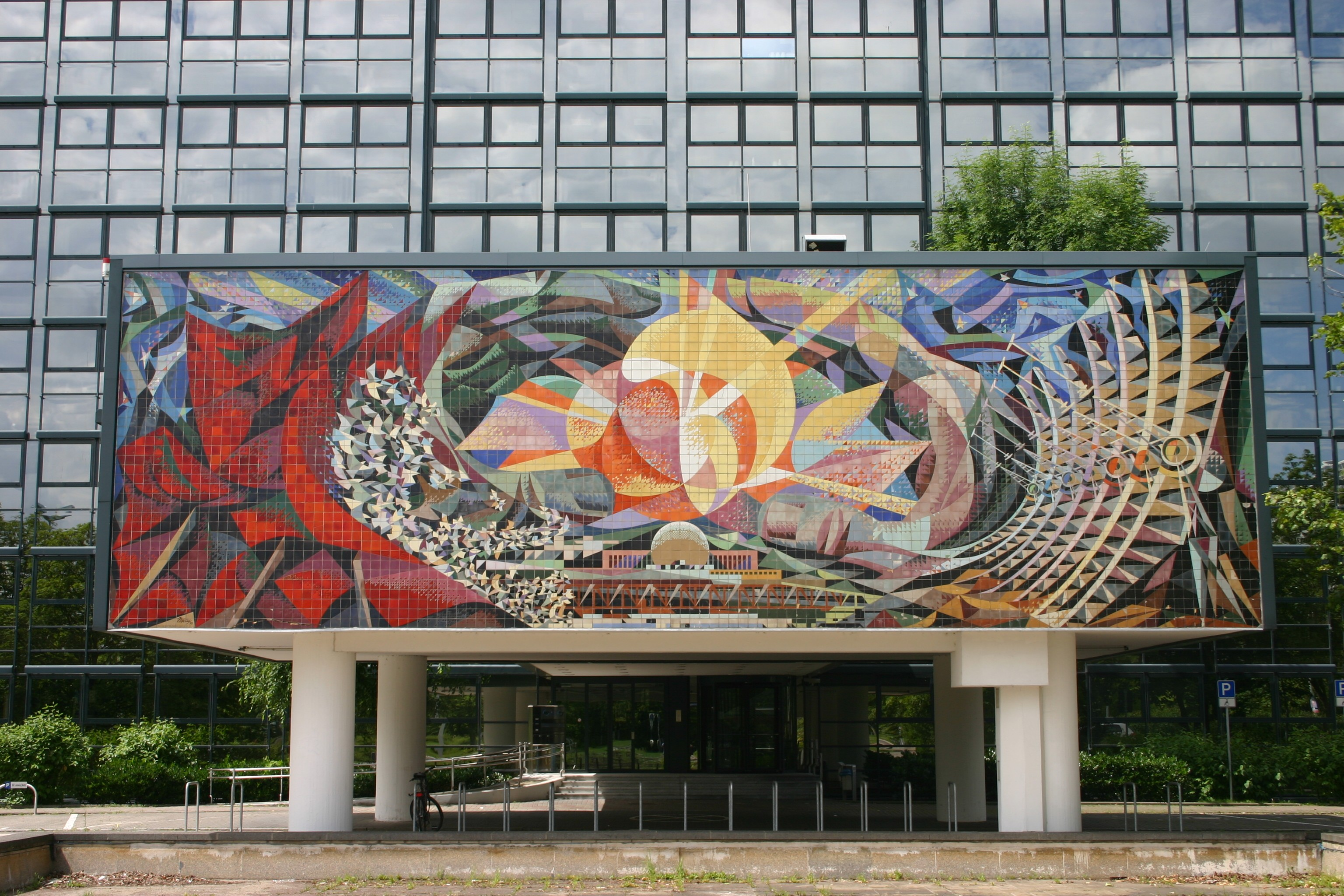
Wandbild Die friedliche Nutzung der Atomenergie in Halle (1971)

Im Jahr 1958 siedelte Renau auf Einladung der Regierung in die DDR über. Hier entstanden 1966 die Fotomontagen für das Buch Über Deutschland. Ebenso arbeitete er für die Zeitschriften Eulenspiegel und Poesiealbum. Ferner gestaltete er Wandgemälde für Wohnblocks und Trickfilme für das Fernsehen. Er erhielt eine stetige finanzielle Zuwendung als Verfolgter des Naziregimes, wurde jedoch nicht mit vielen Aufträgen bedacht. Die Auftraggeber beklagten häufig die mangelnde Tiefe seiner Aussagen, die im Kontrast zur handwerklichen Qualität seiner Arbeiten stand.
Als eine der wenigen Auftragsarbeiten gestaltete Renau 1979–1983 das gigantische Wandmosaik Beziehung des Menschen zu Natur und Technik an der Fassade des Kulturzentrums in Erfurt. Dieses wurde 2008 unter Denkmalschutz gestellt, musste im Folgejahr aber demontiert werden, da das zugehörige Gebäude abgebrochen wurde. Der sorgfältige Abbau und die Einlagerung war möglich, weil sich Bürger für den Erhalt des Werkes eingesetzt hatten. Nachdem das Mosaik inzwischen in Containern gelagert war, finanzierte die Wüstenrot Stiftung eine Sanierung und neue Montage vor Ort an dem entstandenen Neubau am Moskauer Platz, die letzte Platte erhielt Ende Oktober 2019 ihren Platz an der Fassade. Das Wandbild ist 30 Meter breit und besteht aus mehreren 7 Meter hohen Betonplatten mit insgesamt 68.000 Glasmosaikplatten.
Die Arbeiten dieses „spanischen John Heartfield“ fanden nach Francos Tod auch in Spanien Anerkennung. 1976 zog es Renau in der Zeit der Transición wieder nach Spanien zurück, wo er Ausstellungen seiner Werke organisierte und Bücher herausgab. Er verstarb 1982 während eines Reiseaufenthalts in Berlin in einem Ost-Berliner Krankenhaus.
Im Jahr 1972 erhielt Renau für seine Werke den Vaterländischen Verdienstorden der DDR in Bronze.
Renau war mit der Künstlerin Manuela Ballester verheiratet und hatte mit ihr fünf Kinder.

## Werke (Auswahl)

### Weitere Großwandbilder im öffentliche Raum
- Marsch der Jugend (1968/1969, Halle-Neustadt)[11]
- Die vom Menschen beherrschten Kräfte von Natur und Technik und Einheit der Arbeiterklasse und Gründung der DDR (1968 – 1974, Mosaik; Halle-Neustadt)[12]

### Druckgrafik
- Lenin-Poem (1961, Schablithografie)[13]

### Schriftliche Publikationen Renaus
- José Clemente Orozco. Ein großer Maler Mexikos. In: Bildende Kunst, Berlin, 1966, S. 401–408
- Strategia per un murale (Strategie für ein Wandbild). ( = Quaderni di Artecontro, Bd. 1), Ed. Magma, Rom, um 1977
- Arte en Peligro. 1936–1939 (Kunst in Gefahr). Ayuntamiento de Valencia, Valencia, 1980; ISBN 84-7366-113-3

## Ausstellungen (unvollständig)

### Einzelausstellungen
- 1977: Valencia, Galeria Punto

### Beteiligung an Ausstellungen in der DDR
- 1967/1967, 1972/1973, 1977/1978 und 1987/1988: Dresden, VI. Deutsche Kunstausstellung und VII., VIII. und X. Kunstausstellung der DDR
- 1979: Berlin, Altes Museum („Weggefährden – Zeitgenossen. Bildende Kunst aus 3 Jahrzehnten “)
- 1980: Berlin, Ausstellungszentrum am Fernsehturm („Retrospektive Berlin“)